# Take Me Out to the Ball Game
|  |
|  |

|  |
|  |

"Take Me Out to the Ball Game" är en sång skriven av Jack Norworth och Albert Von Tilzer, och inspelad av Tin Pan Alley 1908. Den har med åren i praktiken blivit den nordamerikanska basebollens inofficiella hymn.

### Fotnoter
1. ↑  ”Take Me Out to the Ball Game” (på engelska). USA:s kongressbibliotek. 30 maj 2008. http://lcweb2.loc.gov/diglib/ihas/loc.natlib.ihas.200153239/default.html. Läst 9 oktober 2014.